# いものおづけばっと
いものおづけばっとは日本の青森県下北郡東通村の郷土料理。ひとくち大のジャガイモ団子が入った味噌汁である。
東通村のある下北半島は、春から秋にかけて「やませ」と呼ばれる冷たく湿った風が吹くため稲作に向いておらず、栄養面の優れた腹持ちのよいジャガイモがよく食べられていた。
「おづけ」は「味噌汁」のことで、「ばっと」は「ひとくち団子」を意味する。